# Върли Край
Върли Край (на сръбски: Врли Крај) е село в Босна и Херцеговина, разположено в община Власеница, в ентитета на Република Сръбска. Намира се на 540 метра надморска височина. Населението му според преброяването през 2013 г. е 53 души, от тях: 53 (100,00 %) сърби.

## Население
Численост на населението според преброяванията през годините:
- 1961 – 272 души
- 1971 – 277 души
- 1981 – 151 души
- 1991 – 98 души
- 2013 – 53 души